# Fraate IV
Fraate IV, riportato anche nella versione Frahad IV (in partico 𐭐𐭓𐭇𐭕, Frahāt) (... – 2 a.C.), fu re dei Parti dal 37 al 2 a.C..
Figlio e successore di Orode II (regnante dal 57 al 37 a.C.), salì al trono dopo la morte di suo fratello Pacoro I. Fraate IV uccise presto tutti i suoi fratelli e, forse, anche suo padre. Le sue politiche si rivelarono particolarmente restrittive nei confronti degli armeni e anche di alcuni nobili, non ultimo l'influente Monaese, che chiesero asilo al triumviro romano Marco Antonio, malgrado poco dopo ci fu una riconciliazione con Fraate IV.
Il sovrano subì le campagne partiche di Marco Antonio avviate nel 36 a.C., con il romano che marciò attraverso l'Armenia attraverso la Media Atropatene; la controffensiva di Fraate IV si rivelò un disastro, considerando che oltre alla sua sconfitta perse la maggior parte del suo esercito. Antonio, credendosi tradito da Artavaside II, re d'Armenia, invase il suo dominio nel 34 a.C., lo fece prigioniero e concluse un trattato con Artavasde I, re di Media Atropatene. Quando scoppiò la guerra con Ottaviano, Antonio non riuscì a preservare quanto conquistato perché impegnato altrove; Fraate IV riprese dunque possesso della Media Atropatene e nominò Artaxias, figlio di Artavaside II, re d'Armenia.
Più o meno nello stesso periodo, il trono di Fraate IV fu usurpato da Tiridate II, ma il legittimo sovrano riuscì rapidamente a ristabilire il suo governo con l'aiuto di Sciti nomadi. Tiridate fuggì presso i romani, portando con sé uno dei figli di Fraate IV. Nelle trattative poste in essere nel 20 a.C., Fraate IV organizzò il rilascio del figlio rapito. In cambio, i romani ricevettero gli stendardi legionari perduti durante la battaglia di Carre nel 53 a.C., così come ogni prigioniero di guerra sopravvissuto. I Parti consideravano questo scambio come un piccolo prezzo da pagare per poter tornare ad accogliere il principe.
Insieme a quest'ultimo, Ottaviano (nel frattempo divenuto noto come Augusto) inviò a Fraate IV una schiava italica di nome Musa, che divenne presto regina e una delle concubine preferite di Fraate IV, dando alla luce Fraatace (Fraate V). Al fine di assicurare il trono per suo figlio, Musa convinse Fraate IV a mandare i suoi quattro figli primogeniti (Vonone, Fraate, Seraspande e Rodaspe) a Roma, al fine di prevenire conflitti sulla sua successione. Nel 2 a.C., Musa fece avvelenare Fraate IV e divenne assieme a Fraate V co-reggente dell'impero.

## Nome
Frahāt (in greco antico Φραάτης, trasl. Fraates) è la traslitterazione greca del nome partico Frahāt (𐭐𐭓𐭇𐭕), a sua volta derivante dall'antico iranico *Frahāta- ("guadagnato, conquistato"). La versione in persiano moderno è Farhād (فرهاد).

## Biografia

### Primi anni e ascesa al potere
Non sono noti né l'anno di nascita né come Fraate trascorse i primi anni della sua vita. Nel 38 a.C., l'erede al trono dei Parti, Pacoro I fu sconfitto e ucciso durante la battaglia del Monte Gindaro combattuta contro le truppe romane. La sua morte provocò una crisi di successione nell'ambito della quale Orode II (regnante dal 57 al 37 a.C.), profondamente afflitto dalla morte del suo figlio prediletto, cedette il trono all'altro figlio Fraate IV. Orode II morì poco dopo, ma la causa del decesso è incerta; secondo Cassio Dione, si lasciò andare completamente dopo aver patito terribilmente per la morte di Pacoro o perì di vecchiaia. Plutarco, tuttavia, afferma che Orode fu assassinato da Fraate IV.  Temendo che la sua posizione potesse essere messa in pericolo, Fraate IV giustiziò tutti i suoi fratellastri, ovvero i figli di Orode e della sua moglie commagena Laodice, anche perché la loro discendenza materna aveva un peso specifico maggiore della sua. È probabile che nello stesso contesto trucidò anche Laodice.
Fraate IV allontanò in esilio anche i sostenitori dei suoi fratelli e dei suoi oppositori; uno di loro, Monaese, un nobile dei Parti che si era distinto come comandante militare sotto Orode II, fuggì in Siria, dove si rifugiò presso il triumviro Marco Antonio. Lì Monaese esortò il romano ad attaccare la Partia e gli promise di guidare le truppe e conquistare l'impero senza alcuna difficoltà. Antonio concesse a Monaese tre città come testa di ponte, ovvero Larissa, Ierapoli e Arethusa, e gli promise che sarebbe stato nominato sovrano dei Parti. Più o meno nello stesso frangente storico, Antonio aveva ripristinato il dominio romano a Gerusalemme e giustiziato il sovrano fantoccio dei Parti Antigono II Asmoneo, a cui successe Erode il Grande, Anche le relazioni tra l'impero partico e l'Armenia avevano risentito del clima creato da Fraate IV, complice la morte di Pacoro I (sposato con una nobildonna armena) e il trattamento riservato dal nuovo sovrano ai suoi fratelli e ad alcuni membri della nobiltà. I Parti presero molto sul serio la defezione di Monaese, ragion per cui Fraate IV lo invitò a far ritorno in patria e riuscì a riconciliarsi.

### Guerra con Marco Antonio

Mappa dei confini tra Parti e Roma

L'anno successivo, quando Marco Antonio marciò verso Teodosiopoli, Artavaside II d'Armenia disertò e passò dalla parte dei romani inviando ad Antonio truppe aggiuntive. Antonio invase nel corso di una campagna la Media Atropatene, allora governata dall'alleato dei Parti Artavasde I, con l'intenzione di impadronirsi della capitale Praaspa, la cui posizione risulta ad oggi ignota. Tuttavia, Fraate IV tese un'imboscata alla retroguardia di Marco Antonio, distruggendo un enorme ariete destinato all'assedio di Praaspa; dopo questo evento, Artavasde II decise di non fornire più il suo supporto ad Antonio. I Parti inseguirono e aggredirono l'esercito di Marco Antonio mentre fuggiva in Armenia; alla fine, i pochi sopravvissuti riuscirono a trovare rifugio raggiungendo la Siria.
La sconfitta di Marco Antonio, unita a quella riportata da Crasso a Carre nel 53 a.C., sarebbe stata ricordata dai romani per lungo tempo e spesso li spronò a vendicare le disfatte penetrando in Partia nei decenni successivi. Una volta ritornato in Siria, Marco Antonio attirò Artavasde II in una trappola con la promessa di un'alleanza matrimoniale. Fu fatto prigioniero nel 34 a.C., fatto sfilare nel finto trionfo romano di Antonio ad Alessandria d'Egitto e, infine, giustiziato da Cleopatra d'Egitto. Antonio provò a stringere un'alleanza con Artavasde I di Media Atropatene, le cui relazioni con Fraate IV si erano recentemente inasprite. Il progetto si arenò quando Antonio e le sue forze si ritirarono dall'Armenia nel 33 a.C. sfuggendo a un'invasione dei Parti, mentre Ottaviano, rivale di Antonio, attaccò le sue forze a ovest. Secondo Cassio Dione, Fraate IV uccise il re di Commagene Antioco I nel 31 a.C. circa. Dopo il suicidio di Antonio in Egitto, seguito da quello di sua moglie Cleopatra nel 30 a.C., l'alleato dei Parti Artaxias II riprese il trono d'Armenia.

### Ultimo ventennio di regno

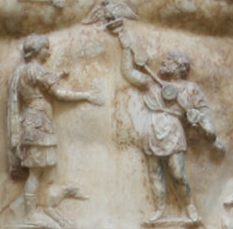
Dettaglio del pettorale sulla statua di Augusto di Prima Porta, a Roma, che mostra un uomo dei Parti mentre restituisce ad Augusto gli stendardi legionari persi da Marco Licinio Crasso a Carre

Dopo la sconfitta di Antonio e di Cleopatra nella battaglia di Azio nel 31 a.C., Ottaviano consolidò il suo potere politico e nel 27 a.C. fu nominato Augusto dal senato romano, diventando così il primo imperatore. In quegli anni, Tiridate II di Partia rovesciò brevemente Fraate IV, che fu in grado di riprendere possesso del trono in tempi brevi con l'aiuto dei nomadi sciti. Tiridate fuggì dai romani, portando con sé uno dei figli di Fraate IV. Nelle trattative condotte nel 20 a.C., il sovrano organizzò il rilascio del figlio rapito; in cambio, i romani ricevettero gli stendardi legionari perduti a Carre nel 53 a.C., così come tutti i prigionieri di guerra sopravvissuti. I Parti consideravano questo scambio come un prezzo irrisorio da pagare per poter tornare a riaccogliere il principe. Augusto salutò il ritorno degli stendardi come una vittoria politica sulla Partia; questa propaganda venne celebrata con il conio di nuove monete, con la costruzione di un nuovo tempio che potesse ospitare gli stendardi, il Foro di Augusto, e raffigurando la scena del pettorale sulla sua statua di Augusto di Prima Porta.
Assieme al principe, Augusto inviò a Fraate IV una schiava italica di nome Musa, che divenne rapidamente regina e una delle favorite di Fraate IV, dando alla luce Fraatace (Fraate V). Emma Strugnell ha ipotizzato che Augusto potrebbe aver inviato Musa nel tentativo di ottenere informazioni o influenzare il re dei Parti a vantaggio dei romani. Aggiunge inoltre che «Augusto potrebbe aver forse pensato di scagliare un'invasione punitiva contro la Partia, con il probabile scopo di convertirla in una provincia romana». Secondo le pergamene di Avroman, Fraate IV aveva già almeno altre quattro regine a quel tempo: Olennieire, Cleopatra, Baseirta e Bistheibanaps.
Cercando di garantire il trono per suo figlio, nel 9/10 a.C. Musa convinse Fraate IV a mandare i suoi quattro figli primogeniti (Vonone, Fraate, Seraspande e Rodaspe) a Roma per evitare conflitti relativi alla successione. Ancora una volta, Augusto sfruttò l'evento a titolo propagandistico per ribadire la sottomissione della Partia a Roma, annoverandolo come un grande risultato nel suo Res Gestae Divi Augusti. Nel 2 a.C., Musa fece avvelenare l'anziano Fraate IV e divenne co-reggente dell'impero al fianco di Fraate V.

## Monetazione

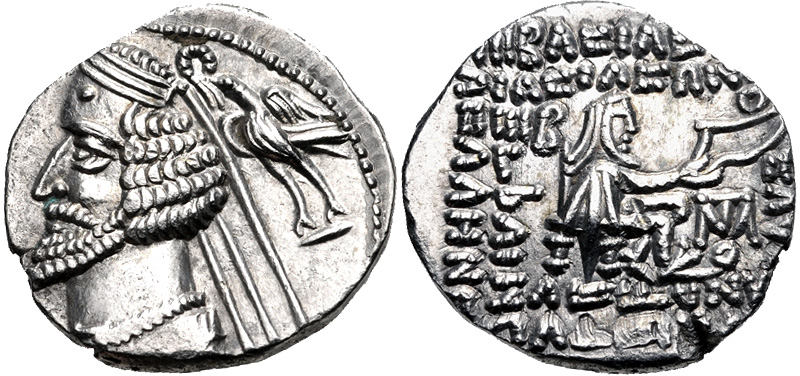
Moneta di Fraate IV prodotta a Mithradatkert

Sotto Fraate IV e suo padre, la produzione di monete raggiunse il suo apice, con l'unico sovrano dei Parti che raggiunse numeri simili che fu Mitridate II (r. 124-88 a.C.). Fraate IV mantenne perlopiù lo stesso stile di conio partico adoperato dal suo genitore. Gli studiosi di numismatica sottolineano come la parte anteriore delle sue monete lo ritrae con i capelli e la barba corti, oltre a baffi ben visibili. Secondo lo storico moderno Vesta Sarkhosh Curtis, il ritratto assomiglia molto alla statua di Shami, scoperta nel Monti Bakhtiari nell'Iran sudoccidentale e attualmente conservata nel museo nazionale dell'Iran a Teheran. Sul retro è presente un uccello rapace, la cui testa è associata alla khvarenah, cioè alla gloria regale. Il volatile, forse la raffigurazione artistica ornitologica della divinità Verethragna, tiene in mano un diadema, una corona o un anello.
Il rovescio raffigura un arciere seduto che indossa un copricapo morbido (bašlyk) e seduto su un trono. Curtis nota la sua stretta somiglianza con i troni dei monarchi achemenidi raffigurati sui rilievi rupestri di Persepoli. Un'altra parte posteriore delle sue monete, tuttavia, raffigura una scena d'investitura, con Orode che riceve uno scettro dalla dea greca Tiche. In epoca partica, gli iranici adoperavano l'iconografia ellenistica per ritrarre le loro figure divine, ragion per cui la scena dell'investitura può essere associata alla khvarenah, con Tiche che andrebbe ricondotta ad Anahita o ad Ashi. Il titolo di Fraate IV riportato sulla sua moneta era: «[moneta] del re dei re, Arsace, giusto, benefattore, illustre, filelleno».

## Famiglia

### Matrimonio
Fraate IV ebbe le seguenti mogli:
- Olennieire
- Cleopatra
- Baseirta
- Bistheibanaps
- Musa

### Discendenza
- Vonone I, figlio maggiore e re dei Parti dall'8 al 12 d.C. Successivamente re d'Armenia da 12 a 18.
- Fraate, uno dei suoi figli primogeniti, tentò di sottrarre il trono dei Parti ad Artabano II nel 35.[37]
- Seraspande, uno dei suoi figli primogeniti, inviato a Roma, dove rimase fino alla morte.[38]
- Rodaspe, uno dei suoi figli primogeniti, inviato a Roma, dove rimase fino alla morte.[38]
- Karen, l'omonimo fondatore del Casato di Karen, uno dei Sette grandi casati partici.[39]
- Una figlia il cui nome è ignoto, moglie di un principe Dahai e madre di Artabano II.[40]
- Fratace (Fraate V), re dei Parti dal 2 a.C. al 4 d.C.[41]

### Fonti primarie
- Cassio Dione, Storia romana, collana BUR Classici greci e latini, traduzione di Giuseppe Norcio, Rizzoli, 1995, ISBN 978-88-17-17033-8.
- Plutarco, Vite parallele, a cura di Maria Luisa Amerio e Domenica Paola Orsi, collana Classici greci, UTET, 2021, ISBN 978-88-51-19669-1.

### Fonti secondarie
- (EN) Joan M. Bigwood, Queen Mousa, Mother and Wife(?) of King Phraatakes of Parthia: A Re-evaluation of the Evidence, in Journal of the Classical Association of Canada, vol. 4, n. 1, Project Muse, 2004,  pp. 35-70, DOI:10.1353/mou.2004.0027.
- (EN) Joan M. Bigwood, Some Parthian Queens in Greek and Babylonian Documents, in Iranica Antiqua, vol. 43, 2008,  pp. 235-274, DOI:10.2143/IA.43.0.2024050.
- (EN) David Bivar, The Political History of Iran under the Arsacids, in Ehsan Yarshater, The Cambridge History of Iran, 3(1): The Seleucid, Parthian and Sasanian Periods, Cambridge, Cambridge University Press, 1983,  pp. 21-99, ISBN 0-521-20092-X.
- (EN) Mary Boyce, Zoroastrians: Their Religious Beliefs and Practices. Psychology Press, 1984, ISBN 978-04-15-23902-8.
- (EN) Mary Boyce e Frantz Grenet, A History of Zoroastrianism, Zoroastrianism under Macedonian and Roman Rule, Leida, Brill, 1991, ISBN 978-90-04-29391-5.
- (EN) Maria Brosius, Women i. In Pre-Islamic Persia, su Ehsan Yarshater, Encyclopædia Iranica, iranicaonline.org, online, Encyclopædia Iranica Foundation, 2000.
- (EN) Maria Brosius, The Persians: An Introduction, Londra e New York, Routledge, 2006, ISBN 978-0-415-32089-4.
- (EN) Journal of Late Antiquity Vesta Sarkhosh Curtis, Religious iconography on ancient Iranian coins, Londra,  pp. 413-434.
- (EN) Vesta Sarkhosh Curtis, Parthian coins: Kingship and Divine Glory, in The Parthian Empire and its Religions, 2012,  pp. 67-83, ISBN 978-39-40-59813-4.
- (EN) Vesta Sarkhosh Curtis, Ancient Iranian Motifs and Zoroastrian Iconography, in Markus Williams, Sarah Stewart e Almut Hintze, The Zoroastrian Flame Exploring Religion, History and Tradition, I.B. Tauris, 2016,  pp. 179-203, ISBN 978-08-57-72815-9.
- (EN) Edward Dąbrowa, The Arsacid Empire, in Touraj Daryaee, The Oxford Handbook of Iranian History, Oxford University Press, 2012, ISBN 978-0-19-987575-7.
- (EN) Edward Dąbrowa, Tacitus on the Parthians, in Electrum, vol. 24, Jagiellonian University in Kraków, 2017,  pp. 171-189, DOI:10.4467/20800909EL.17.026.7508.
- (EN) Edward Dąbrowa, Arsacid Dynastic Marriages, in Electrum, vol. 25, 2018,  pp. 73-83, DOI:10.4467/20800909EL.18.005.8925.
- (EN) Gene Ralph Garthwaite, The Persians, Oxford e Carlton, Blackwell Publishing, Ltd., 2004, ISBN 978-1-55786-860-2.
- Andrea Giardina, L'impero di Augusto, Gius.Laterza & Figli Spa, 2015, ISBN 978-88-58-10105-6.
- (EN) Mehrdad Kia, The Persian Empire: A Historical Encyclopedia, ABC-CLIO, 2016, ISBN 978-16-10-69391-2.
- (EN) David Kennedy, Parthia and Rome: eastern perspectives, in David L. Kennedy e David Braund, The Roman Army in the East, Ann Arbor, Cushing Malloy Inc., Journal of Roman Archaeology: Supplementary Series Number Eighteen, 1996,  pp. 67-90, ISBN 1-887829-18-0.
- Santo Mazzarino, L'Impero romano, Gius.Laterza & Figli Spa, 2014, ISBN 978-88-58-11679-1.
- (EN) William E. Metcalf, The Oxford Handbook of Greek and Roman Coinage, Oxford, Oxford University Press, 2016, ISBN 978-01-99-37218-8.
- (EN) Marek Jan Olbrycht, The Genealogy of Artabanos II (AD 8/9–39/40), King of Parthia, in Miscellanea Anthropologica et Sociologica, vol. 15, n. 3, 2014,  pp. 92-97.
- (EN) Marek Jan Olbrycht, Dynastic Connections in the Arsacid Empire and the Origins of the House of Sāsān, in The Parthian and Early Sasanian Empires: Adaptation and Expansion, Oxbow Books, 2016, ISBN 978-17-85-70208-2.
- (EN) Parvaneh Pourshariati, Kārin, su Encyclopædia Iranica, iranicaonline.org, ed. online, New York, 2017.
- (EN) Khodadad Rezakhani, Arsacid, Elymaean, and Persid Coinage, in Daniel T. Potts, The Oxford Handbook of Ancient Iran, Oxford University Press, 2013, ISBN 978-01-99-73330-9.
- (EN) J.S. Richardson, Augustan Rome 44 BC to AD 14: The Restoration of the Republic and the Establishment of the Empire, Edinburgh University Press, 2012, ISBN 978-0-7486-1954-2.
- (EN) James R. Russell, Zoroastrianism in Armenia, Harvard University Press, 1987, ISBN 978-06-74-96850-9.
- (EN) K. Schippmann, Arsacids ii. The Arsacid dynasty, in Ehsan Yarshater, Encyclopædia Iranica, II/5: Armenia and Iran IV–Art in Iran I, Londra e New York, Routledge & Kegan Paul, 1986,  pp. 525-536, ISBN 978-0-71009-105-5.
- (EN) Rüdiger Schmitt, Personal Names, Iranian iv. Parthian Period, su Encyclopaedia Iranica, iranicaonline.org.
- (EN) Emma Strugnell, Ventidius' Parthian War: Rome's Forgotten Eastern Triumph, in Acta Antiqua, vol. 46, n. 3, 2006,  pp. 239-252, DOI:10.1556/AAnt.46.2006.3.3.
- (EN) Emma Strugnell, Thea Musa, Roman Queen of Parthia, in Iranica Antiqua. 43, 2008,  pp. 275-298, DOI:10.2143/IA.43.0.2024051.
- (EN) G. Widengren, Antiochus of Commagene, su Encyclopædia Iranica, iranicaonline.org, II, Fasc. 2, ed. online, 1986,  pp. 135-136.